# Albert Pulvers
Albert Pulvers (* 12. März 1868; † 8. Oktober 1933 in Ilmenau) war ein deutscher Politiker der SPD.

## Leben
Der Weißgerber Albert Pulvers zog 1892 nach Ilmenau, wo er 1893 seine Frau kennenlernte, mit der er später 16 Kinder bekam.
1898 trat er dem kurz zuvor unter Mitwirkung von Paul Löbe gegründeten Ortsverein der SPD bei. Daraufhin wurde er von seinem Arbeitgeber entlassen und arbeitete zunächst als Milchhändler, bevor er 1911 die Gaststätte „Zur Weintraube“ (Rottenbachstraße/Ecke Unterpörlitzer Straße) gründete. 1908 wurde Pulvers für die SPD in den Ilmenauer Stadtrat gewählt. 1910 wurde er Vorsitzender des Stadtrats. Bei den folgenden politischen Krisen des Ersten Weltkriegs, der Novemberrevolution und der Hyperinflation von 1923 versuchte er, zwischen bürgerlichem und radikal-linkem Lager zu vermitteln und so Unruhen in der Stadt zu vermeiden. Dabei gehörte er dem Arbeiterrat an, in dem er für die Zusammenarbeit mit dem Bürgermeister Hermann Zachäus eintrat. Auch auf dem sozialen Feld engagierte sich Pulvers, z. B. bei der 1900 gegründeten Ilmenauer Wohnungsbaugenossenschaft.
1933 wurde der Stadtrat von der NSDAP „gleichgeschaltet“, wodurch Pulvers nach 25 Jahren aus ihm ausschied. Wenig später verstarb er. Sein Grab befindet sich auf dem Ilmenauer Friedhof.
1946 wurde die Wörthstraße (die erste Straße, in der die Wohnungsbaugenossenschaft im Jahr 1900 Häuser errichtete) in Albert-Pulvers-Straße umbenannt.